# Leucania extincta
Leucania extincta là một loài bướm đêm trong họ Noctuidae.